# Thapelo Mokhele
Thapelo Mokhele (Qoaling, 18 aprile 1986) è un calciatore lesothiano, difensore del Bantu United Mafeteng.

## Carriera

### Club
Gioca dal 2005 al 2006 al Majantja Outhing. Nel 2007 si trasferisce al Matlama. Nel 2012 viene acquistato dal Bantu.

### Nazionale
Debutta in Nazionale nel 2005.